# هنري وارتون كونواي
هنري وارتون كونواي (بالإنجليزية: Henry Wharton Conway)‏ هو ضابط وسياسي أمريكي، ولد في 18 مارس 1793 في غرينفيل في الولايات المتحدة، وتوفي في 9 نوفمبر 1827. حزبياً، نشط في الحزب الجمهوري الديمقراطي. وقد انتخب عضو مجلس النواب الأمريكي (4 مارس 1823 – 9 نوفمبر 1827).